# Nintendo DSi
Il Nintendo DSi (ニンテンドーDSi?, Nintendō Dīesài) è una console portatile a due schermi, prodotta e sviluppata da Nintendo. Presentata alla Nintendo Conference di Tokyo il 2 ottobre 2008, si trattava del secondo restyling del Nintendo DS. La console è uscita in Giappone il 1º novembre 2008, in Australia il 2 aprile 2009, in Europa il 3 aprile e in America il 5 aprile dello stesso anno. La produzione della console è stata interrotta per lasciar spazio al nuovo Nintendo 3DS, che è uscito in Europa il 25 marzo 2011.
La lettera "i" di Nintendo DSi sta per il pronome I (/aɪ/, "io" dall'inglese), a sottolineare l'aspetto personale della console, oppure per eye (/aɪ/, "occhio" in inglese) per indicare la fotocamera integrata che offre alla console "un occhio per vedere".

## Caratteristiche tecniche
Il Nintendo DSi è più sottile del 12% rispetto al suo predecessore DS Lite, oltre ad avere un peso leggermente minore. 
È dotato di un microfono migliore rispetto a quello dei precedenti modelli. La console, inoltre, sfrutta due fotocamere VGA da 0.3 megapixel, una interna e un'altra esterna, capaci di scattare foto a risoluzione 640x480 pixel e ha il supporto per le schede SD: quest'ultimo prende il posto del secondo slot presente nei modelli precedenti e che serviva ad utilizzare le cartucce del Game Boy Advance.
I nuovi software scaricabili per Nintendo DSi, chiamati DSi Ware, sono region locked, ovvero non sarà possibile utilizzare quelli realizzati per il mercato giapponese su console vendute in altri paesi e viceversa. I normali giochi venduti su supporto rigido saranno invece region free come sul modello precedente. Come il Wii, il Nintendo DSi ha delle applicazioni accessibili da un menu.
A livello hardware, il tasto Power è stato spostato, adesso collocato sotto la croce direzionale. Sia il touch screen che lo schermo superiore sono più grandi del 17% (da 3 a 3,25 pollici) rispetto al DS Lite e hanno una resa grafica migliore rispetto alle console precedenti. Tramite le applicazioni incluse nella console, è possibile scattare, ritoccare e gestire foto, nonché riprodurre file AAC e registrare suoni. Lo stilo e lo spazio per inserirlo sono stati spostati più in basso per favorire l'inserimento dello slot per le SD.
È presente un filtro famiglia come per il Wii: con l'impostazione del codice PIN è possibile limitare l'uso dei software ai propri bambini. Il touch screen necessita di meno calibrazioni. Inoltre il 20 marzo sono state messe in commercio in Giappone nuove colorazioni di questa console: rosa, verde limone, rosso e blu metallico. La console presenta anche una maggiore velocità di calcolo con un processore a 133 MHz, il doppio rispetto a quello del Nintendo DS Lite di 67 MHz. Presenta anche una RAM da 16 MB, quattro volte superiore a quella dei precedenti modelli con 4 MB. Presenta inoltre una memoria NAND Flash interna da 256 MB, superiore rispetto a quella dei precedenti modelli con 256 kB. Il numero di serie è TWL-001.

## Versione XL

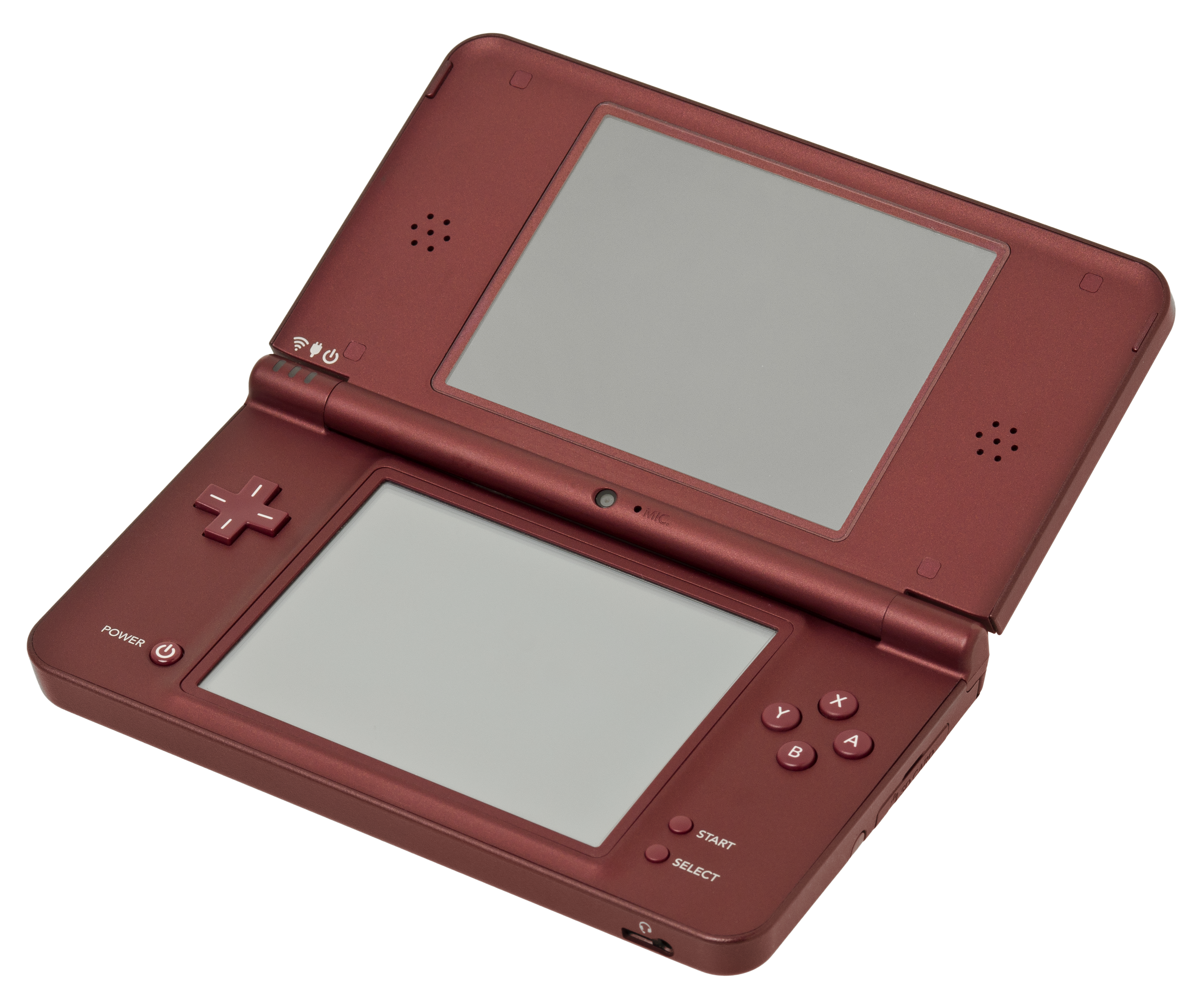
Nintendo DSi XL

Il Nintendo DSi XL (ニンテンドーDSi LL?, Nintendo DSi LL) è la quarta console della serie Nintendo DS distribuita il 5 marzo 2010. Nintendo ha dichiarato che questa console nasce dal desiderio di avere due schermi più grandi, per navigare meglio in internet, per migliorare l'uso del lettore multimediale e per attirare persone che vogliono semplicemente vedere i loro giochi preferiti del DSi con schermi più grandi.
La console è stata resa disponibile in tre colori: rosso vinaccia, marrone scuro e bianco, uscendo in Giappone il 21 novembre 2009, in Europa il 5 marzo 2010 e negli Stati Uniti il 28 marzo dello stesso anno e ha venduto 153.87 milioni di unità, comprendendo i restyling DS Lite e DSi.
Il Nintendo DSi XL possiede schermi più grandi di circa un pollice, dotati quindi di un maggior angolo di visuale rispetto alle versioni precedenti, in modo da renderli nitidi anche per chi è accanto al giocatore, e dalle dimensioni pari a 91,4 millimetri d'altezza, 161 di lunghezza e 21,2 di spessore, per un peso di 314 grammi. Rispetto al Nintendo DS Lite, gli schermi sono più grandi del 93%.

## Nintendo DSi Shop
Similmente al Canale Wii Shop della Wii, il Nintendo DSi aveva un negozio online chiamato Nintendo DSi Shop. Qui, i giocatori possono acquistare giochi e applicazioni utilizzando i Nintendo Points. A differenza del Wii il software scaricato viene automaticamente salvato nella memoria interna della console (se sarà disponibile sufficiente spazio) e non sarà possibile salvare il software su supporti esterni né usufruirne da questi. Le applicazioni costano da 0 (omaggi come il browser) ai 800 Nintendo Points. Il DSi Shop apre inizialmente in Giappone, con il browser Internet disponibile come download gratuito. I giochi DSiWare vengono resi disponibili in Giappone dal 24 dicembre 2008. Il DSi Shop viene aperto in Europa il 3 aprile, e per un periodo limitato di tempo vengono accreditati 1000 DSi Points al primo accesso. Lo stesso vale per l'America, dal 5 aprile 2009.
Il Nintendo DSi Shop è stato chiuso definitivamente a partire da aprile 2017, con la conseguente impossibilità di scaricare nuovi titoli DSiWare o di trasferirne su console Nintendo 3DS. La possibilità di aggiungere Nintendo DSi Points è stata rimossa a partire da ottobre 2016.

### Dati tecnici
| Versione | JAP          | USA          | EUR          | AUS          | KOR | Data di rilascio                                                     | Changelog                                                                        | CDN Availability              | CDN Post Date                                       |
| -------- | ------------ | ------------ | ------------ | ------------ | --- | -------------------------------------------------------------------- | -------------------------------------------------------------------------------- | ----------------------------- | --------------------------------------------------- |
| 4.0      | 1024 (0x400) | -            | -            | -            | -   | 22 ottobre 2008                                                      | Primo aggiornamento. Il DSi viene reso accessibile per la Region Japanese        | v1024 (0x400) (JAP Only)      | 22 ottobre 2008                                     |
| 5.0      | 1280 (0x500) | -            | -            | -            | -   | 18 dicembre 2008                                                     | Secondo aggiornamento DSi Shop. Viene migliorata la stabilità                    | v1280 (0x500) (JAP Only)      | 18 dicembre 2008                                    |
| 6.0      | 1536 (0x600) | 1536 (0x600) | 1536 (0x600) | 1536 (0x600) | -   | 26 marzo 2009 (USA, EUR, AUS)                                        | Aggiornamento per consentire l'accesso alle console montanti regioni USA/EUR/AUS | v1536 (0x600) (All Regions)   | 25 marzo 2009 (JAP); 26 marzo 2009 (USA, EUR, AUS)  |
| 7.0      | 1792 (0x700) | 1792 (0x700) | 1792 (0x700) | 1792 (0x700) | -   | 29 luglio 2009 (JAP); 30 luglio 2009 (EUR, AUS); 3 agosto 2009 (USA) | Aggiornamento per tutte le regioni                                               | v1792 (0x700) (JAP, EUR, AUS) | 26 luglio 2009 (JAP, EUR, AUS); 3 agosto 2009 (USA) |

Il DSi Shop connette la console alla pagina tss.t.shop.nintendowifi.net con user agent:
- Opera/9.50 (Nintendo; Opera/154; U; Nintendo DS; en)

## Vendite
Il Nintendo DSi è stato messo in commercio in Giappone il 1º novembre 2008 a un prezzo di 18.000 ¥ (tasse escluse, 18.900 ¥ con tasse), circa 178 $ cioè circa 130€. La Nintendo ha distribuito 200.000 copie della console il giorno dell'uscita. Nei primi due giorni di vendite, il Nintendo DSi ha venduto circa 170.800 unità. Anche il lancio in Europa è stato accolto molto bene dal pubblico. Durante la prima settimana nel Regno Unito, il Nintendo DSi ha venduto 92.000 unità, surclassando il numero di tutte le altre console sommate e diventando la quarta console più venduta al lancio in Inghilterra. Complessivamente nei primi due giorni di vendita il nuovo modello di Nintendo DS ha raggiunto quota 600.000 unità vendute tra Stati Uniti ed Europa.

## Errori
Come il Nintendo DS (e tutte le altre console), il Nintendo DSi e DSi XL Presentano i loro errori.
| Errore                                                          | Descrizione | Possibile risoluzione |
| --------------------------------------------------------------- | --- | --- |
| "Brick" (Fallimento completo) boot0                             | Questo errore accade all'avvio, lo schermo superiore contiene testo di colore giallo che recita un codice (Esempio: 0000FE00), mentre lo schermo inferiore resta bianco. | La prima soluzione possibile è di staccare la batteria o lasciar scaricare il Nintendo DSi, poi reinserire la batteria. Se questo non funziona, l'unica altra possibile soluzione è di apportare una modifica hardware al Nintendo DSi per installare un backup fatto in precedenza, questo errore può anche segnalare un problema hardware non riparabile. |
| "Brick" (Fallimento completo) boot1                             | Questo errore accade all'avvio, entrambi gli schermi contengono del testo bianco che recita Error: X-XXXX-XXXX. | La possibile soluzione è di apportare una modifica hardware al Nintendo DSi per installare un backup fatto in precedenza, questo errore può anche segnalare un problema hardware non riparabile. |
| "Crash" (Errore) launcher                                       | Questo errore accade all'avvio o durante la navigazione del menu home lo schermo superiore rimane nero mentre lo schermo inferiore recita "Si è verificato un errore. Tieni premuto il pulsante POWER per spegnere la console. Per maggiori informazioni, consulta il manuale di istruzioni della console Nintendo DSi. | Tieni premuto il pulsante power per spegnere la console, poi riaccendila, se il problema si verifica ancora, puo indicare un "Brick" (Fallimento completo) del Launcher |
| Codice errore                                                   | Questo errore può accadere ovunque, verra presentato un codice errore con una descrizione dell'errore. | Se accade, segui le istruzioni e controlla nel manuale o nel sito Nintendo. |
| Schermo nero all'avvio, con luce che si spegne instantaneamente | Questo indica un fallimento completo del sistema, o una batteria scarica | Prova a rimpiazzare la batteria o a caricarla, se non cambia nulla, l'unica altra possibile soluzione è di apportare una modifica hardware al Nintendo DSiper installare un backup fatto in precedenza, questo errore può anche segnalare un problema hardware non riparabile.                                                                              |